# Luis Ginocchio Balcázar
Luis Romano Ginocchio Balcázar (Roma, Italia, 25 de abril de 1954 -) es un administrador de empresas y funcionario público peruano. Fue ministro de Agricultura del Perú, de 11 de diciembre del 2011 a 23 de julio de 2012.

## Biografía
Hijo del doctor Luis Ginocchio Feijó, médico de la Seguridad Social, y de Rosa Mercedes Balcázar Burneo.
Cursó estudios superiores en la Universidad de Piura (UDEP) y se graduó de Licenciado en Administración de Empresas en 1976. Luego viajó a México donde logró una maestría en Dirección de Empresas por el Instituto Panamericano de Alta Dirección de Empresa (IPADE). Es especialista en temas de competitividad, innovación, comercialización internacional y negocios rurales.
Fue Jefe del Programa de Compensaciones para la Competitividad (PCC) del Ministerio de Agricultura y Jefe del Fondo de Tecnología Agraria del Proyecto INCAGRO, que cofinanciaba propuestas de innovación tecnológica e investigación agraria.
Entre el 2008 y 2009  dirigió el equipo que diseñó el Programa de Compensaciones para la Competitividad (PCC), con participación del Ministerio de Agricultura, el Ministerio de Economía y Finanzas y el Banco Interamericano de Desarrollo. También ha sido asesor del Programa de Desarrollo Rural Sostenible de la Cooperación Alemana (GIZ).
En el sector privado, ha laborado como gerente general de industrias de alimentos, envases y farmacéuticas.
Además, ha ejercido la docencia en la Pontificia Universidad Católica del Perú, en la Universidad de Piura y en la Universidad Católica Santo Toribio de Mogrovejo.
El 11 de diciembre de 2011, al recomponerse el primer gabinete del presidente Ollanta Humala, fue nombrado ministro de Agricultura en reemplazo de Miguel Caillaux.

## Publicaciones
- Agroindustria (1993)
- Agroindustria y globalización (México, 1996)
- Innovación tecnológica, institucionalidad y acceso a mercados (2003)
- Negocios, oportunidades y emprendimientos (2009)
- Pequeña agricultura y gastronomía (2012)

Colaboró también en el diario La República de Lima entre 2010 y 2011, mediante la columna “Emprender y Aprender”.